# アレッサンドロ・カーサグランデ国際ピアノコンクール
アレッサンドロ・カーサグランデ国際ピアノコンクール(Concorso Pianistico Internazionale "Alessandro Casagrande")は、イタリアのテルニで行われ続けている国際ピアノコンクール。

## 概要
若くして亡くなったアレッサンドロ・カーサグランデ(1922-1964)を追悼する目的で妻のAdriana Morelliが1966年開始、1980年から隔年開催へ移行、1975年には国際音楽コンクール世界連盟に加盟。連盟脱退まで多くの日本人コンテスタントを集めた。ほぼDario De Rosaがワンマン審査委員長として名を馳せていた。2010年の課題曲は一次15分、二次45分、三次70分(抽選で20分が削除されるため、90分持ってこないといけない仕様)、本選は室内楽二曲または三曲と協奏曲一曲なのに、超難曲は出題されないため攻略しやすかった。
これだけの課題曲の量を誇ったコンクールにはクライバーン国際ほかが見られるものの、小規模コンクールでここまでの課題曲の量を要求するのは珍しかった。1990年代の日本国際音楽コンクールすら曲の量では凌いでいた。2013年にDario De Rosaが逝去。
この国際ピアノコンクールはリニューアルを目論んだ2014年の課題曲が最も険しいことで知られていて、一次30分、二次45分、三次75分(抽選は廃止された)、本選は室内楽一曲と協奏曲一曲で、イタリアで最も多くの課題曲の量を誇った。
2014年まではスタインウェイが本選のピアノであったし、どれだけコンテスタントの人数が少なくても強行していた。
2018年までに国際音楽コンクール世界連盟を脱退。Adriana Morelliの没した2019年以降はAAFの助成を受ける。現在、スポンサーはFAZIOLIになり、課題曲の量も順当に減らして普通の規模にして再開。課題曲の量は減ったが、代わりにDVD動画予選が加わった。最高位が今までに見たことのない強烈な人材を求める点は変わっていないが、ピアノのメーカーが変わったため、選ばれるピアニストのタイプは癖がなくなってきた。
優勝者の有名な人物にイーヴォ・ポゴレリチがいる。次回は2025年である。

## 優勝者
- 1966年 1° Premio: GIULIANO SILVERI (Italia)[8]
- 1967年1° Premio: FAUSTO DI CESARE (Italia)
- 1968年1° Premio: non assegnato
- 1969年1° Premio: BOZIDAR NOEV (Bulgaria)
- 1970年1° Premio: MARTHA DEJANOVA (Bulgaria)
- 1971年1° Premio ex-aequo: LUIZ MEDALHA (Brasile)　LASLO SIMON (Ungheria)
- 1972年1° Premio: NINA TICHMAN (USA)
- 1973年1° Premio: KATHLEEN SOLOSE (Canada)
- 1974年1° Premio: ROBERT GROSLOT (Belgio)
- 1975年1° Premio: BORIS PETRUSHANSKY (URSS)
- 1976年1° Premio: TAKEDA MAKIKO (Giappone)
- 1977年1° Premio: ALEXANDER LONQUICH (Germania)
- 1978年1° Premio: イーヴォ・ポゴレリチ (Jugoslavia)
- 1980年1° Premio: GUHER e SHUER PEKINEL (Turchia-Germania、この年は二台ピアノ部門のみ)
- 1982年1° Premio: JOANNA DOMANSKA (Polonia)
- 1984年1° Premio: non assegnato
- 1986年1° Premio: PAOLA BRUNI (Italia)
- 1988年1° Premio: non assegnato
- 1990年1° Premio: non assegnato
- 1992年1° Premio: VIOLETTA EGOROVA (Russia)
- 1994年1° Premio: DMITRI VOROBIEFF (Russia)
- 1996年1° Premio: 今峰由香 (Giappone[9])
- 1998年1° Premio: ALEXEI NABIOULIN (Russia)
- 2000年1° Premio: non assegnato
- 2002年1° Premio: 河村尚子 日本
- 2004年1° Premio: HERBERT SCHUCH ドイツ
- 2006年1° Premio: IRINA ZAHHARENKOVA エストニア
- 2008年1° Premio: EVGENI BOZHANOV ブルガリア
- 2010年1° Premio: non assegnato
- 2014年1° Premio: ZHICHAO JULIAN JIA 中国
- 2019年1° Premio: ARISTO SHAM 香港
- 2022年1° Premio: YUANFAN YANG イギリス